# Arden (Familienname)
Arden ist ein englischer bzw. schottischer Familienname. Als Herkunftsname deutet er auf einen gleichnamigen Ort im Vereinigten Königreich.

## Namensträger
- Alice Arden (1914–2012), US-amerikanische Hochspringerin
- Carmelo Arden Quin (eigentlich: Carmelo Heriberto Alves; 1913–2010), uruguayischer Künstler
- Charles Noble Arden-Clarke (1898–1962), britischer Kolonialpolitiker und Gouverneur
- Daphne Arden (* 1941), britische Leichtathletin
- David Arden (* 1949), US-amerikanischer Pianist
- Don Arden (1926–2007), britischer Musikmanager
- Donald Arden († 2014), britischer Bischof
- Doris Arden (* 1946), deutsche Schauspielerin
- Edwin Hunter Pendleton Arden (1864–1918), US-amerikanischer Schauspieler und Bühnenautor
- Elizabeth Arden (1878/1884–1966), US-amerikanische Kosmetikunternehmerin
- Eve Arden (1908–1990), US-amerikanische Schauspielerin
- Harvey Arden (1935–2018), US-amerikanischer Autor
- Jann Arden (* 1962), kanadische Sängerin und Songschreiberin
- Jochen Arden (* 1951), deutscher Automobilrennfahrer und -konstrukteur sowie Unternehmer
- John Arden (1930–2012), britischer Schriftsteller und Dramatiker
- Julia Arden (* 1968), deutsche Autorin
- Mark Arden (* 1956), britischer Schauspieler und Komiker
- Mary Arden, Geburtsname von Mary Shakespeare (um 1540–1608), Mutter von William Shakespeare
- Mary Arden (Schauspielerin) (1933–2014), US-amerikanische Schauspielerin
- Mary Arden, Lady Arden of Heswall (* 1947), englische Richterin am Obersten Gerichtshof des Vereinigten Königreichs
- Michael Arden (* 1982), US-amerikanischer Schauspieler
- Richard Arden, 1. Baron Alvanley (1744–1804), britischer Politiker und Jurist
- Richard Arden, 3. Baron Alvanley (1792–1857), britischer Offizier
- Richard Arden (Schauspieler), Schauspieler
- Roy Arden (* 1957), kanadischer Fotograf
- Sharon Arden, Mädchenname von Sharon Osbourne (* 1952), britische Musikmanagerin und Moderatorin
- Sherry Arden († 2015), US-amerikanische Verlegerin
- Tom Arden (1961–2015), australischer Fantasy-Schriftsteller
- Toni Arden (* 192*), US-amerikanische Popsängerin
- Vivian Arden (* 1946), deutsche Sängerin und Schauspielerin
- William Arden, 2. Baron Alvanley (1789–1849), britischer Militärangehöriger und Peer
- William Arden (1924–2005), US-amerikanischer Schriftsteller, siehe Dennis Lynds